# Gino Canetti
Gino Canetti (Mattaleto, 1914 – Bocche di Cattaro, 14 settembre 1943) è stato un militare italiano, decorato di Medaglia d'oro al valor militare alla memoria nel corso della seconda guerra mondiale.

## Biografia
Nacque a Mattaleto di Langhirano nel 1914, figlio di Cesarina. Dopo aver conseguito il diploma di scenografo presso l’Istituto "Paolo Toschi" di Parma, dapprima lavorò presso il locale Consorzio agrario, e poi si arruolò volontario nel Regio Esercito in qualità di Allievo ufficiale di complemento, frequentando la relativa Scuola di Palermo, e divenendo sottotenente nel giugno 1933.  Assegnato al 61º Reggimento fanteria, vi prestò servizio di prima nomina dal 1º febbraio al 31 agosto 1934. Richiamato alle armi in vista dello scoppio della guerra d'Etiopia, il 4 marzo 1935, il due aprile dello stesso anno partiva per l'Eritrea dove fu trasferito, dietro sua domanda, nel Regio corpo truppe coloniali d'Eritrea. Assunse il comando di un gruppo di ascari si distinse per le capacità organizzative e fu tra i protagonisti della presa di Gondar. Dopo la conclusione delle operazioni di grande polizia coloniale, nel 1939 rientrò in Patria col grado di tenente per riprendere la sua attività professionale.
Nel gennaio 1942, in piena seconda guerra mondiale, fu richiamato in servizio attivo, e dopo un periodo di permanenza a Jesi, fu inviato in Montenegro, dove presta servizio per alcuni mesi nel 119º Reggimento fanteria della 155ª Divisione fanteria "Emilia" che era in formazione destinata a compiti di occupazione. Sbarcò a Cattaro il 24 marzo dello stesso anno, e promosso capitano assumeva il comando di una compagnia fucilieri. Alla fine dell'agosto 1943 la sua unità era schierata in difesa costiera alle Bocche di Cattaro contro eventuali sbarchi nemici. All'atto dell'armistizio dell'8 settembre 1943 si trovava a Kobila-Bocche di Cattaro, e la divisione, al comando del generale Ugo Buttà, iniziò subito le operazioni belliche contro i tedeschi. Cadde in combattimento il 14 settembre.
Il 29 marzo 1945 gli viene conferita la Medaglia d'argento al valor militare, successivamente convertita in Medaglia d'oro il 19 aprile 1945. A Parma gli è intitolata una via del quartiere Montanara, trasversale di via Ognibene.

### Annotazioni
1. ↑  Il padre risulta sconosciuto.
2. ↑  Di carattere estroso e d'animo sensibile, nel tempo libero dipinge e compone poesie.

### Fonti
1. 1 2 3 4 5 6 7  Unuci.
2. ↑   Gino Canetti, su quirinale.it. URL consultato il 18 maggio 2019.